# ドロテア・ケーリング
ドロテア・ケーリング（Dorothea Köring, 1880年7月11日 - 1945年2月13日）は、ドイツ・ケムニッツ出身の女子テニス選手。1912年のストックホルム五輪で女子シングルスの銀メダルと混合ダブルスの金メダルを獲得し、ドイツにおける女子テニスの先駆けになった人である。「ドラ・ケーリング」（Dora Köring）の名前で文献に記載されることも多い。

## 来歴
1912年ストックホルム五輪では、テニス競技は通常の屋外競技に加えて「室内競技」（オリンピック記録では“Indoor Courts”と記載）の2種類が実施された。ケーリングが女子シングルスの銀メダルと混合ダブルスの金メダルを獲得したのは、通常の屋外競技である。女子シングルス決勝では、ケーリングはフランス代表のマルグリット・ブロクディス（1893年 - 1983年）に 6-4, 3-6, 4-6 の逆転で敗れた。混合ダブルスでは、ケーリングはハインリヒ・ションブルク（1885年 - 1965年）とペアを組み、決勝でスウェーデン代表のグンナー・セッターウォール＆ジークリット・フィック組を 6-4, 6-0 で破って金メダルを獲得した。1900年パリ五輪で女子選手のオリンピック参加が認められて以来、ドイツ人の女性がテニス競技でオリンピック・メダルを獲得したのは史上初であった。この時、ケーリングはすでに32歳を迎えていた。
ドイツ人選手によるオリンピックテニス競技の金メダルは、第1回近代オリンピックの1896年アテネ五輪男子ダブルスで優勝したフリードリヒ・トラウン以来であるが、トラウンは個人参加の時代に、イギリス代表選手のジョン・ピウス・ボーランドとの「混合チーム」を組んで金メダルを獲得した。そのため、ドイツ代表選手どうしの組み合わせによるテニスの金メダルはケーリングとションブルクが初めてになる。
オリンピックの後、ドラ・ケーリングはドレスデンでテニス・コーチの仕事に携わった。第2次世界大戦の終結直前、1945年2月13日にドレスデン大空襲が起こり、64歳のケーリングは空襲のためドレスデンの自宅で死去した。